# Dothideopsella
Dothideopsella is een geslacht van schimmels behorend tot de familie Phaeosphaeriaceae. De typesoort is Dothideopsella agminalis, maar deze is later verplaatst naar het geslacht Phaeosphaeria als Phaeosphaeria agminalis.

## Soorten
Volgens Index Fungorum telt het geslacht twee soorten (peildatum februari 2022):
| Soortnaam                 | Auteur(s)                      | Publicatiejaar |
| ------------------------- | ------------------------------ | -------------- |
| Dothideopsella phyllanthi | Tilak, S.B. Kale & S.V.S. Kale | 1970           |
| Dothideopsella salicella  | Höhn.                          | 1920           |